# 普涅-埃里松
普涅-埃里松（法語：Pougne-Hérisson，法語發音：[puɲ eʁisɔ̃]）是法国德塞夫勒省的一个市镇，属于帕尔特奈区。该市镇于1790-1794年间由普涅（Pougne）和埃里松（Hérisson）合并而成。

## 地理
普涅-埃里松（46°39'41"N, 0°23'57"W）面积11.86 平方千米，位于法国新阿基坦大区德塞夫勒省，该省份为法国西部内陆省份，北起曼恩-卢瓦尔省，西接旺代省，南至夏朗德省和滨海夏朗德省，东临维埃纳省。
与普涅-埃里松接壤的市镇（或旧市镇、城区）包括：克莱塞、讷维-布安、圣欧班勒克卢、瑟孔迪尼。

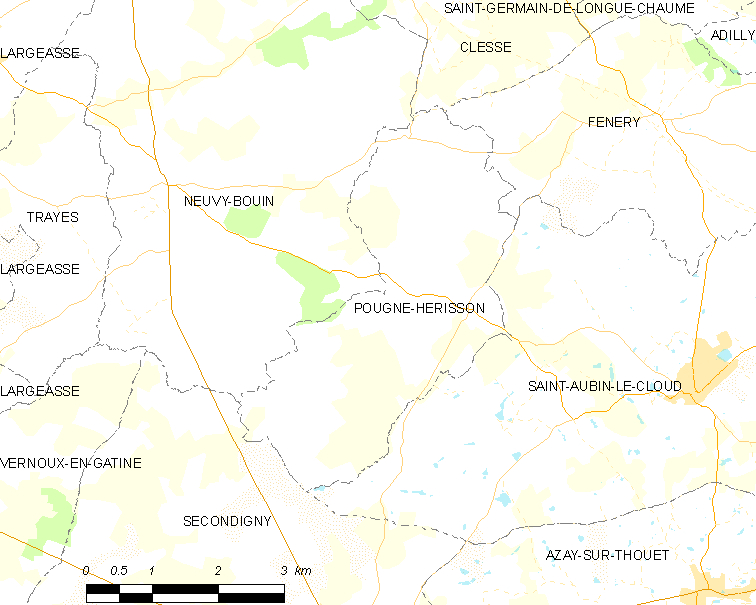
普涅-埃里松的OSM定位图

普涅-埃里松的时区为UTC+01:00、UTC+02:00（夏令时）。

## 行政
普涅-埃里松的邮政编码为79130，INSEE市镇编码为79215。

## 政治
普涅-埃里松所属的省级选区为拉加蒂讷县。

## 人口

1962-2008年间普涅-埃里松人口变化图示

普涅-埃里松于2022年1月1日时的人口数量为360人。